# Breitflossenhaie
Die Breitflossenhaie (Lamiopsis) sind eine Gattung der Requiemhaie (Carcharhinidae), die zwei Arten enthält. Der Breitflossenhai (Lamiopsis temminckii) ist im Indischen Ozean vor allem im Flachmeerbereich vor der Küste Indiens anzutreffen, der Borneo-Breitflossenhai (Lamiopsis tephrodes) kommt an der Nord- und Ostküste von Kalimantan vor.

## Aussehen und Merkmale
Der Breitflossenhai erreicht eine Körperlänge von maximal 1,70 Metern während der Borneo-Breitflossenhai mit etwa 1,30 Metern deutlich kleiner bleibt. Beide haben eine hellgraue oder hellbräunliche Grundfarbe und eine weißliche Bauchregion. Im Habitus gleichen sie den Requiemhaien der Gattung Carcharhinus und sie besitzen wie diese eine Afterflosse und zwei Rückenflossen, wobei die zweite Rückenflosse allerdings fast so groß wie erste ist. Namensgebend sind die breitbasigen Brustflossen. Außerdem zeichnen sie sich durch eine langgezogene Schnauze, fünf Kiemenspalten ohne Spritzloch und gesägte Zähnen im Oberkiefer mit breit-dreieckigen Spitzen und glattrandigen und schmalen Zähnen im Unterkiefer aus.

## Lebensweise
Die Breitflossenhaie sind Flachwasserarten und ernähren sich räuberisch von verschiedenen Fischen der Uferzonen. Die Haie sind lebendgebärend und bilden eine Dottersack-Plazenta aus (plazental vivipar).

## Verbreitung

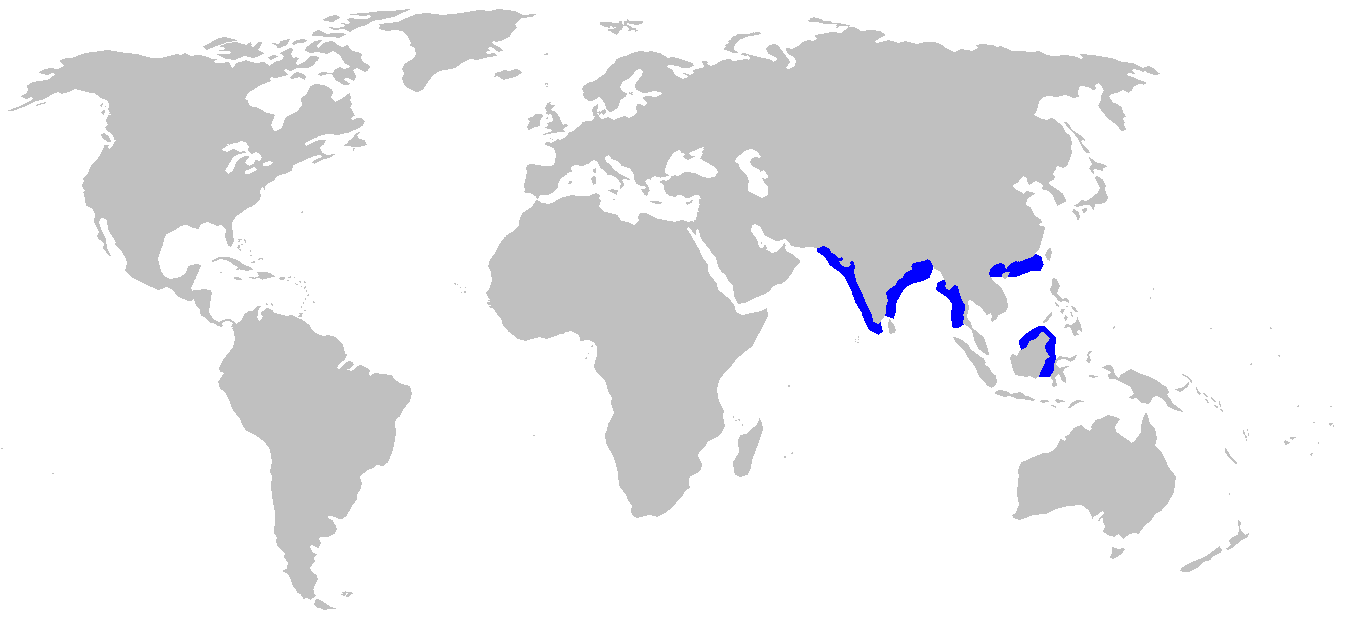
Verbreitungsgebiete der Gattung Lamiopsis, bei Borneo ist Lamiopsis tephrodes anzutreffen.

Der Breitflossenhai ist im Indischen Ozean vor allem im Flachmeerbereich vor der Küste Indiens anzutreffen, seltener ist er an den Küsten Chinas und Südostasiens. Der Borneo-Breitflossenhai kommt im westlichen Pazifik an der Nord- und Ostküste von Kalimantan vor.

## Systematik
Die Gattung umfasst mit dem Breitflossenhai (Lamiopsis temminckii) und dem Borneo-Breitflossenhai (Lamiopsis tephrodes) zwei Arten. Der Borneo-Breitflossenhai wurde 1839 durch den US-amerikanischen Zoologen Fowler beschrieben, später aber mit dem ebenfalls 1839 beschriebenen Lamiopsis temminckii synonymisiert. In letzter Zeit zeigten molekularbiologische Analysen aber, dass es sich um doch um zwei Lamiopsis-Arten handelt.

## Belege
1. 1 2 3  
W.T. White, P.R. Last, G.J.P. Najlor, M. Harris: Resurrection and rediscription of the Borneo Broadfin Shark Lamiopsis tephrodes (Fowler, 1905) (Carcharhiniformes: Carcharhinidae). In: P. R. Last, W. T. White, J. J. Pogonoski (Hrsg.): Descriptions of new Australian Chondrichthyans. CSIRO Marine and Atmospheric Research, 2008, ISBN 978-0-19-214241-2, S. 45–60.
2. 1 2 3  
Kuno Sch. Steuben: Die Haie der Sieben Meere: Arten, Lebensweise und sportlicher Fang. Parey, Berlin 1989, ISBN 3-490-44314-4, S. 58.